# 胡凌云
胡凌云（1952年10月—），男，汉族，四川璧山人，中华人民共和国政治人物，曾任东南大学党委书记，北京航空航天大学党委书记，第十二届全国政协委员。